# 加藤誠平
加藤 誠平（かとう せいへい、1906年2月7日 - 1969年5月7日）は、日本の林学者・造園家・登山家。森林利用学の分野で活躍、索道の技術研究、自然保養林制度制定にかかわり、また観光学や風景学、さらに橋梁の美学についても研究を重ねた人物。学位は、農学博士。東京大学名誉教授。放物線索理論による架空索理論の研究や伐木運材技術についての研究で業績をあげ、1957年日本農学賞受賞。著書に「林業土木学」「森林土木」などがある。元ヒマラヤ登山隊長。1963年夏、東大カラコルム遠征隊長を務めた。登山で全身リューマチにかかり、国立伊東温泉病院に入院し治療を受けていた。

## 人物
父は宗教学者加藤玄智。東京生まれで、東京高等師範学校附属中学校を経て、1926年（大正15年）に旧制静岡高等学校卒業。中学校時代はサッカー部に在籍、高校時代には旅行部を創設した。大学時代はスキー山岳部に入り、後に部のバルトロ・カンリ遠征隊の隊長を務めた。1929年（昭和4年）東京帝国大学農学部林学科卒業。1931年（昭和6年）に大学院満期。同年に内務省衛生局に入る。1938年（昭和13年）に厚生省技師になり、のち内務省と兼務する。
1941年、母校の東京帝国大学に戻り講師となる。1944年同助教授、1950年同教授。1966年に定年、同年から東京大学名誉教授。1962年から国立公園候補地調査に関わるなかで、都道府県の観光診断の草分けとなる。東大林学科のほか土木工学科の、また、東京農工大学・名古屋大学・新潟大学・東京農業大学などの講師も兼務した。1957年に日本農学賞受賞。1962年、ベルリン大学客員教授として、日本の造園について講義を行う。
主な作品として、スターリング・フォレストガーデン内日本庭園（1960年、ニューヨーク州）、北海道・野幌森林公園（塩田敏志らと）、比叡山の綜合観光開発(前野淳一郎らと。1958年）日産厚生園 （1943年）、上高地・河童橋（２代目、景観設計）などがある。墓所は多磨霊園。

## 著作
- 観光道路（鈴木忠義と共著 土木雑誌社, 1955年）
- 橋梁美学（山海堂, 1936年）
- 索道設計法（金原出版, 1959年）
- 森林土木（夏目正と共著 朝倉書店, 1956年）
- 伐木運材経営法（朝倉書店, 1952年）
- 林学実験書（東京大学農学部林学教室編 産業図書, 1956年）
- 林業機械化の動向(林業解説シリーズ) 日本林業技術協会, 1955年）
- 林業土木ハンドブック(第2刷)（林業土木技術研究会編 千代田出版, 1968年）
- 林業土木学 (科学農業叢書）産業図書株式会社,1951年)
- 諸外国の林業試験・研究 第14回IUFRO会議をめぐって(座談会、林業技術 (309), 2-7, 1967年12月号）
- 林道網に関する研究 林道密度について（東京大学農学部演習林報告 (63), 215-233, 1967年6月号）
- 近代社会と観光 （地域開発 (38), 1-2, 1967年11月号）
- 集材機による全幹および全木集材作業に関する研究(第77回日本林学会大会講演要旨,日本林學會誌 48(3), 138-139, 1966年3月号）
- 架線集運材の安全と能率向上に役立つ風圧ガバナーの使用（演習林 (16), 57-72, 1966年12月号）
- チェンソーの騒音に関する実験的研究（東京大学農学部演習林報告 (60), 113-124, 1965年6月号）
- チェンリーの騒音に関する研究(第75回日本林学会大会講演要旨,日本林學會誌 46(3), 108, 1964年3月号）
- 書評：Holztransport, Handbuch fur Ruckung, Ladeverfahren und Haupttransport. HAFNER, FRANZ : Osterreichscher Agrarverlag, Wien, 1964,pp. 460. （日本林學會誌 46(8), 306, 1964年8月号）
- 西ドイツにおける林道密度と林道交通の調査例について(第75回日本林学会大会講演要旨,日本林學會誌 46(3), 110, 1964年3月号）
- 森林の第三利用 （林業技術 (265)1964年4月号）
- カシミールの水 （水利科学 (35)1964年2月号）
- 架空索の張力に関する加藤・堀公式について（演習林 (15)1964年8月号）
- 森林機械作業における騒音と振動の問題 （演習林 15, 78-82, 1964年)
- オーストリヤおよびユーゴスラビヤの林道網について(第74回日本林学会大会講演要旨,日本林學會誌 45(3), 13, 1963年3月号）
- 運材索道の補助制動用風圧ガバナーに関する実験的研究(IV) : 保安カバーの影響 （日本林學會誌 44(3), 57-60, 1962年3月号）
- 単胴エンドレス用新型繋留搬器の考案ならびに模型実験結果(第72回日本林学会大会,日本林學會誌 44(2), 10, 1962年2月号）
- 曲線索道(第3報)(第72回日本林学会大会,日本林學會誌 44(2), 10, 1962年2月号）
- スエーデン・ノルウエーにおける集運材施設について(第72回日本林学会大会,日本林學會誌 44(2), 10, 1962年2月号）
- オーストリアにおける集運材施設について(第72回日本林学会大会,日本林學會誌 44(2), 10, 1962年2月号）
- 日本の山岳林における架空線集材機の代表的な索張り方式（演習林 (14)1962年3月号）
- 運材索道の補助制動用風圧ガバナーに関する実験的研究(III) : ファンの大きさの影響 （日本林學會誌 44(2), 39-42, 1962年2月号）
- 運材索道の風圧ガバナーに関する実験的研究(2、日本林學會誌 43(11), 287-291, 1961年11月号）
- 無線操縦集成材スカイカーについて(防災・森林利用)(第71回日本林学会大会,日本林學會誌 43(3), 6, 1961年3月号）
- 風圧制禦装置の現場制禦効果について(防災・森林利用)(第71回日本林学会大会,日本林學會誌 43(3), 6, 1961年3月号）
- 風圧制禦装置の基礎実験(防災・森林利用)(第71回日本林学会大会,日本林學會誌 43(3), 6, 1961年3月号）
- 運材索道の補助制動用風圧ガバナーに関する実験的研究 （日本林學會誌 43(3), 101-105, 1961年3月号）
- 林業機械化の動き （林業技術 (233)1961年7月号）
- トラクタに牽引される長材の材端軌跡について : トラクタ道作設の一資料として （日本林學會誌 42(3), 7, 1960年3月号）
- サルキによるトラクタ全幹材集材の牽引抵抗(予報、日本林學會誌 42(3), 7, 1960年3月号）
- 風圧制禦機の試作と性能試験 （日本林學會誌 42(3), 7, 1960年3月号）
- 曲線索道(第2報、日本林學會誌 42(3), 6-7, 1960年3月号）
- 民有林用普及標準型索道について （日本林學會誌 41(3), 28, 1959年3月号）
- 架空線集材作業用小型風圧ガバナーに関する実験 （日本林學會誌 41(3), 28, 1959年3月号）
- 交走式索道における搬器走行速度の実測値とその制禦に関する2,3の考察 （日本林學會誌 41(3), 27-28, 1959年3月号）
- 集材機用搬器における荷重繋留方式の効果と問題点について （日本林學會誌 41(3), 27, 1959年3月号）
- 架空線用搬器の走行抵抗に影響を及ぼす諸因子について(予報、日本林學會誌 41(3), 27, 1959年3月号）
- トラクタ, トレーラ・トラツクの振動試験 （日本林學會誌 41(3), 25, 1959年3月号）
- 連送式索道の荷重牽引力算定法-2- （東京大学農学部演習林報告 (55)1959年3月）
- 林道用レール桁の応用について(森林利用)(第68回日本林学会大会,日本林學會誌 40(3), 25, 1958年3月号）
- 運材機及び集材機用風圧制禦制動機について(森林利用)(第68回日本林学会大会,日本林學會誌 40(3), 23, 1958年3月号）
- 運材索道の荷重牽引力算定法について(森林利用)(第68回日本林学会大会,日本林學會誌 40(3), 23, 1958年3月号）
- 曲線索道(予報)(森林利用)(第68回日本林学会大会,日本林學會誌 40(3), 23, 1958年3月号）
- 林業機械化の問題点 （林業技術 (200) 1958年）
- ケーブル走行ホイストに就て （木材工業 13(12)1958年12月号）
- 連送式索道の荷重牽引力算定法-1- （東京大学農学部演習林報告 (54)1958年11月号）
- 運材索道の輪圧張力比について （日本林學會誌 39(5), 180-182, 1957年5月号）
- 書評：Planiergerate im forstliche Strassen-und Wegeban. von Prof. Dr. Ing. FRANZ HAFNER-Dipl. Ing. Walter HEDENIGG, Verlag Georg Fromme & Co., Wien u. Munchen, 1956. （日本林學會誌 39(4), 156, 1957年4月号）
- 書評：Forstlicher Strassen-und Wegeban. von Prof. Dr. Ing. FRANZ HAFNER, Verlag Georg Fromme & Co. Wien u. Munchen, 1956. （日本林學會誌 39(4), 155-156, 1957年4月号）
- 527. 運材用索道における輪圧張力比について(第67回日本林学大会プログラム,日本林學會誌 39(3), 22, 1957年3月号）
- 526. 二ツ井営林署内東又索道について(第67回日本林学大会プログラム,日本林學會誌 39(3), 22, 1957年3月号）
- 書評：近代的運材法, フランツ・ハーフナー著, Franz HAFNER, Die Praxis des neuzeitlichen Holztransportes, Wien., 1952-Verlag Georg Fromme & Co. （日本林學會誌 39(2), 87, 1957年2月号）
- 木材搬出用小規模多支間索道の架設 : リング式抱索装置を有する搬器の考案とその試用結果 （日本林學會誌 38(8), 10, 1956年8月号）
- 639.改良型穿孔試験機の試作及び2,3の試験結果について(第65回日本林学会大会,日本林學會誌 38(3), xxi, 1956年3月号）
- 林道橋用レール桁について(第65回日本林学会大会,日本林學會誌 38(3), xxi, 1956年3月号）
- 索道支柱の設計について(第65回日本林学会大会,日本林學會誌 38(3), ix-xx, 1956年3月号）
- 林道機械化工事の設計施工について （日本林學會誌 38(3), 115-117, 1956年3月号）
- 集運材の諸問題 （日本林學會誌 37(11), 515-516, 1955年11月号）
- 林道用半永久橋としてのI桁橋試案(第64回日本林学会大会)(ON THE 64 th MEETING OF THE JAPANESE FORESTRY SOCIETY,日本林學會誌 37(3), 19, 1955年3月号）
- 索道搬器荷重の衝撃係数について(第64回日本林学会大会)(ON THE 64 th MEETING OF THE JAPANESE FORESTRY SOCIETY,日本林學會誌 37(3), 18, 1955年3月号）
- 架空索の索傾斜測定装置について(第64回日本林学会大会)(ON THE 64 th MEETING OF THE JAPANESE FORESTRY SOCIETY,日本林學會誌 37(3), 18, 1955年3月号）
- 運材用索道主索の設計および検定法に関する研究（東京大学農学部演習林報告 49, 1-157, 1955年）
- 多荷重架空索の張力算定法(第I報) : 多荷重架空索張力の一般解 （日本林學會誌 36(11), 339-343, 1954年11月号）
- 多荷重架空索の張力算定法(第II報) : 2コの集中荷重を受ける架空索の最大張力 （日本林學會誌 36(12), 362-364, 1954年12月号）
- 多荷重架空索の張力算定法(第Ⅲ報) : 当値等布荷重法及び等値垂下比等布荷重法 （日本林學會誌 37(1), 8-13, 1955年1月号）
- 運材用多支間索道の中間支点における主索の浮上りについて(第63回日本林学会大会講演要旨,日本林學會誌 36(3), 23, 1954年3月号）
- 風景の保護開発と観光施設 （観光 (51), 40-45, 1954年11月号）
- 雪上自動車の試作試験について (日本林學會誌 35(3), 110, 1953年3月号）
- 森林軌道貨車の抵抗について （日本林學會誌 35(3), 110, 1953年3月号）
- 運材用索道主索の計算に抛物線索理論適用の信頼度について （日本林學會誌 35(3), 110, 1953年3月号）
- 書評：Forest Engineering-Roads and Bridges : L. James HARRISON : (1951、日本林學會誌 35(2), 67, 1953年2月号）
- 振動波による架空索の張力測定法とその応用 （日本林學會誌 35(2), 59-61, 1953年2月号）
- 振動波による架空索の最大強力推定法に関する理論的解析 （東京大学農学部演習林報告 (44), 67-82, 1953年3月号）
- 今後の林道問題 （山林 (828), 1-5, 1953年5月号）
- 振動波による架空索の最大強力推定法に関する理論的解析 （44, 67-81, 1953年）
- 秩父及び北海道演習林に於ける森林軌道の抵抗について（東京大学農学部演習林報告 44, 41-65, 1953年）
- 森林利用 （日本林學會誌 34(4), 125-134, 1952年4月号）
- 住宅と庭園 （生産研究 4(11), 465-468, 1952年11月号）
- 穿孔試験による木構造物部材の耐用度判定について(林産の部)(第60回日本林學會大會並に第5回九州支部大會,日本林學會誌 33(12), 451, 1951年12月号）
- 書評：道路工学特論, 谷藤正三, 東海書房発行, 単行本, A5,p. 340(昭 25.8、日本林學會誌 33(10), 356, 1951年10月号）
- 書評：(IV) Donald Maxwell Mathews : Cost control in the logging industry., 1 st Ed. Mc Graw-hill Book Co. Ins., New York & London, 1942,pp. 360. （日本林學會誌 33(1), 41, 1951年1月号）
- 木コンクリート集成T桁橋に関する実験 （土木学会誌 36(3), 142-145, 1951年3月号）
- 観光道路整備事業に就て （道路 51(4), 98-100, 1951年4月号）
- 観光地の緑地計画 （観光 (36), 5-11, 1951年4月号）
- 森林軌道の最急勾配に関する研究 （39, 91-122, 1951年）
- スコツトランドの新しい林業部落 （日本林學會誌 32(9), 327, 1950年9月号）
- トラクター運材に於ける雪橇の抵抗に關する實驗(林業の部)(昭和25年日本林學會春季大會, 日本林學會誌 32(4), 128-129, 1950年4月号）
- 瑞西の新しい架空線集材法に就て-ウィッセン式集材法の解説- （林業技術 (106), 9-11, 1950年11月号）
- 観光道路概説 （国際観光 3(3), 2-8, 1950月号）
- 観光道路の附帯施設-観光施設の設計-4- （鈴木忠義と共著、観光 (33), 34-39, 1950年）
- 架空線集材用鉄索の計算法に関する研究 （38, 187-212, 1950年）
- 自動鋸による造林作業試験 (演習林 7, 63-80, 1949年）
- トラクター運材に於ける雪橇の抵抗に關する二三の實驗（日本林學會誌 30(3-4), 6-11, 1948年9月号）
- 觀光道路の整備に關する一考察 （造園雑誌 4(2), 98-102, 1937年6月号）
- 鐡線運搬に於ける吊線の算定法 （林學會雑誌 14(2), 134-140, 1932年2月号）
- 架空索道に於ける軌索の應力 （林學會雑誌 13(11), 869-870, 1931年11月号）
- パラボリックケーブルの靜力學的性質 （林學會雑誌 12(10), 608-628, 1930年10月号）
- 鐡筋混擬土床版橋の最經濟的なる構造に就て（林學會雑誌 11(7), 360-370, 1929年7月号）